# Ian Brennan
Ian Brennan   (Mount Prospect, 23 d'abril de 1978) és un guionista, director i actor nord-americà. És conegut pel seu treball als programes de televisió nord-americans Glee, Scream Queens, The Politician i Dahmer – Monster: The Jeffrey Dahmer Story.

## Biografia
Brennan és el fill de John i Charman Brennan. És catòlic irlandès i el seu pare era un sacerdot paulista. Brennan va passar quatre anys a la Prospect High School a Mount Prospect, Illinois durant la meitat dels anys 90, i va ser membre del cor de l'escola, cosa que no va trobar especialment agradable. Era amic de l'actriu Jennifer Morrison. Brennan aspirava a ser actor, i com que el director musical del seu batxillerat també era el director del cor d'espectacles, es va unir al cor per augmentar les seves possibilitats de participar en produccions musicals. Brennan atribueix al seu director de teatre de secundària John Marquette per inspirar-lo a actuar. El caracter Will Schuester a Glee es basa parcialment en Marquette. Brennan va estudiar teatre a la Universitat Loyola de Chicago. Es va graduar l'any 2000, i va actuar durant un temps a Chicago, estudiant al Second City Training Center i treballant amb Steppenwolf i Goodman Theatres, abans de traslladar-se a la ciutat de Nova York per continuar la seva carrera com a actor. Ha actuat en obres de teatre fora de Broadway a Vineyard, Playwrights Horizons i MCC Theatres. La seva primera experiència d'escriptura es va limitar a dibuixar peces a les obres de teatre de secundària i universitat que descriu com a "terribles".

## Filmografia com a director i com a actor

### Com a actor
| Any  | Títol                        | Paper                        | Notes                               |
| ---- | ---------------------------- | ---------------------------- | ----------------------------------- |
| 2000 | Early Edition                | Valet                        | Episodi: "Everybody Goes to Rick's" |
| 2000 | Too Much Flesh               | Bert                         | Pel·lícula                          |
| 2002 | No Sleep 'til Madison        | Dave                         | Pel·lícula                          |
| 2006 | Flourish                     | Dr Carter Kaufman            | Pel·lícula                          |
| 2006 | Growing                      | Jeremy                       | Curtmetratge, també escriptor       |
| 2006 | Save the Last Dance 2        | Franz                        | Pel·lícula                          |
| 2007 | I Think I Love My Wife       | Department Store Salesman #1 | Pel·lícula                          |
| 2007 | Law & Order: Criminal Intent | Llance Morein                | Episodi: "Renewal"                  |
| 2007 | CSI: NY                      | Joe Silver                   | Episodi: "Buzzkill"                 |
| 2008 | New Amsterdam                | Chris Duncan                 | Episodi: "Keep the Change"          |
| 2009 | Staten Island                | Hippie in Tree               | Pel·lícula                          |
| 2011 | The Glee Project             | Ell mateix (jutge)           | Concurs                             |

### Com a creador
| Any          | Títol                                      | Crèdits  | Crèdits   | Crèdits            | Notes                  |
| Any          | Títol                                      | Director | Escriptor | Productor executiu | Notes                  |
| ------------ | ------------------------------------------ | -------- | --------- | ------------------ | ---------------------- |
| 2009–2015    | Glee                                       | Sí       | Sí        | Sí                 | També narrador         |
| 2015–2016    | Scream Queens                              | Sí       | Sí        | Sí                 |                        |
| 2018         | LA to Vegas                                | No       | Sí        | No                 | Episodi: "#PilotFight" |
| 2019–2020    | The Politician                             | Sí       | Sí        | Sí                 |                        |
| 2020         | Hollywood                                  | No       | Sí        | Sí                 | Minisèrie              |
| 2020–present | Ratched                                    | No       | Sí        | Sí                 |                        |
| 2021         | Halston                                    | No       | Sí        | Sí                 | Minisèrie              |
| 2022–present | Dahmer – Monster: The Jeffrey Dahmer Story | No       | Sí        | Sí                 | Sèrie antològica       |
| 2022–present | The Watcher                                | No       | Sí        | Sí                 |                        |